# Вила Јубати (Кјети)
Вила Јубати је насеље у Италији у округу Кјети, региону Абруцо.
Према процени из 2011. у насељу је живело 216 становника. Насеље се налази на надморској висини од 158 м.